# KLF3
El factor 3 Kruppel-like (KLF3) es un factor de transcripción codificado en humanos por el gen klf3.

## Interacciones
La proteína KLF3 ha demostrado ser capaz de interaccionar con:
- FHL3[3]
- CTBP2[3][4]